# مداخله آمریکا در جنگ داخلی سوریه
مداخله نظامی تحت رهبری آمریکا در جنگ داخلی سوریه، به حمایت آمریکا از شورشیان سوری و نیروهای دموکراتیک سوریه (SDF) در طول جنگ داخلی سوریه، به رهبری ایالات متحده اشاره دارد. آمریکا برای مداخله نظامی بین‌المللی علیه داعش، به همین صورت عملیاتی بنام «عزم راسخ» را در عراق، سوریه و لیبی نیز ترتیب داد. ایالات متحده، ارتش‌های بریتانیا، فرانسه، اردن، ترکیه، کانادا، استرالیا و سایر کشورها را علیه داعش و جبهه النصره از سال ۲۰۱۴ درگیر این جنگ کرده است. از سال ۲۰۱۸–۲۰۱۷، ایالات متحده و شرکایش، دولت سوریه و متحدانش را از طریق حملات هوایی و سرنگونی هواپیماهای جنگی، عمدتاً برای دفاع از نیروهای SDF یا گروه معارض سوری، مانند ارتش کماندوی انقلابی مستقر در التنف، هدف قرار دادند.
مدت کوتاهی پس از شروع جنگ داخلی در سال ۲۰۱۱، ایالات متحده در ابتدا کمک‌های غیر جنگی (مانند جیره غذایی و کامیون‌های وانت) را به شورشیان ارتش آزاد سوریه می‌رساند، اما به سرعت شروع به ارائه آموزش، پول و اطلاعات به فرماندهان منتخب شورشیان سوری کرد. حداقل دو برنامه ایالات متحده برای کمک به شورشیان سوری، از جمله برنامه پنتاگون در سال ۲۰۱۴ که قصد آموزش و تجهیز ۱۵/۰۰۰ شورشی را برای مبارزه با داعش داشت، در سال ۲۰۱۵ پس از صرف ۵۰۰ میلیون دلار و آموزش تنها چند ده جنگ‌جو لغو شد.
هم‌زمان یک برنامه مخفی یک میلیارد دلاری به نام Timber Sycamore، توسط سازمان اطلاعات مرکزی (سیا)، با هدف مبارزه با رئیس‌جمهور سوریه بشار اسد انجام شد، موفقیت آمیزتر بود، اما با آغاز مداخله روسیه، در جنگ داخلی، نتیجهٔ آن از بین رفت و در اواسط سال ۲۰۱۷ توسط ترامپ لغو شد. دولت اوباما در سپتامبر ۲۰۱۴، مأموریت‌های نظارتی بر مواضع داعش را، در سوریه را آغاز کرد. در ۲۲ سپتامبر ۲۰۱۴، ایالات متحده، بحرین، اردن، قطر، عربستان سعودی و امارات، شروع به حمله به نیروهای داعش در داخل سوریهو همچنین گروه خراسان در استان ادلب، غرب حلب، و جبهه النصره در اطراف رقه،به عنوان بخشی از مداخله نظامی علیه داعش کردند.
ایالات متحده در حمله موشکی به پایگاه هوایی الشعیرات در ۷ آوریل ۲۰۱۷، برای اولین بار به نیروهای دولتی سوریه حمله کرد، این شروع یک سری اقدامات نظامی مستقیم توسط نیروهای آمریکایی علیه دولت سوریه و متحدانش بود که در طی این مدت در دوره‌های مه تا ژوئن ۲۰۱۷ و فوریه ۲۰۱۸ رخ داد. در اواسط ژانویه ۲۰۱۸، دولت ترامپ قصد خود را برای حفظ حضور نظامی بدون پایان در سوریه برای مقابله با نفوذ ایران و برکناری رئیس‌جمهور سوریه بشار اسد نشان داد. در اوایل سپتامبر ۲۰۱۸، ایالات متحده اجرای یک استراتژی جدید را آغاز کرد که به دنبال گسترش نامحدود تلاش نظامی خود بود و یک فشار دیپلماتیک بزرگ برای دستیابی به اهداف آمریکایی در سوریه را آغاز کرد. با این حال، در ۱۹ دسامبر، ترامپ به‌طور یکجانبه دستور خروج ۲۰۰۰ تا ۲۵۰۰ نیروی زمینی آمریکایی، از سوریه را صادر کرد، که در ابتدا قرار بود در یک دوره ۹۰ روزه انجام شود و تا سال ۲۰۱۹ تکمیل شود. با افزایش نگرانی‌ها در مورد خلاء احتمالی قدرت، ایالات متحده در ۲۲ فوریه ۲۰۱۹ اعلام کرد که به جای خروج کامل، یک نیروی اضطراری متشکل از ۴۰۰ سرباز آمریکایی به‌طور نامحدود در سوریه در پایگاهشان باقی خواهند ماند و خروج آنها تدریجی و مبتنی بر شرایط خواهد بود. این نشان دهنده بازگشت به سیاست حضور نظامی بی پایان آمریکا در سوریه بود.
در سال ۲۰۱۹، ائتلاف شاهد نتایج قاطعی در مداخله خود علیه داعش بود. گروه تروریستی آخرین قلمرو باقیمانده خود را در سوریه در جریان نبرد باغوز فوقانی از دست داد و رهبر آن ابوبکر بغدادی در جریان یورش نیروهای ویژه ایالات متحده در باریشا در ادلب در اکتبر ۲۰۱۹ جان باخت. دولت ترامپ در اوایل اکتبر قبل از تهاجم ترکیه به منطقه، به همه نیروهای ایالات متحده دستور خروج از روژاوا را داد، اقدامی بحث‌برانگیز که به‌طور گسترده به عنوان لغو اتحاد ایالات متحده با نیروهای SDF به نفع ترکیه، متحد ناتو تلقی می‌شود. با این حال، این تصمیم تا نوامبر ۲۰۱۹ تا حدودی لغو شد، زیرا نیروهای آمریکایی در عوض در شرق سوریه قرار گرفتند و حضور خود را در استان‌های حسکه و دیرالزور تقویت کردند، تا به مأموریت فرعی امنیت زیرساخت‌های نفت و گاز تحت کنترل نیروهای SDF در مقابل شورشیان داعش و دولت سوریه بپردازند.
در ۲۳ نوامبر ۲۰۱۹، رئیس فرماندهی مرکزی ایالات متحده اعلام کرد که هیچ «تاریخ پایانی» برای مداخله ایالات متحده در سوریه وجود ندارد. طبق اعلام وزارت دفاع ایالات متحده، از فوریه ۲۰۲۱، حدود ۹۰۰ سرباز آمریکایی در سوریه فعالیت می‌کنند.
هم‌اکنون رئیس‌جمهور سوریه بشار اسد بسیار بر خروج آمریکایی‌ها از پایگاه‌هایشان در کشورش اصرار دارد و در ماه اوت ۲۰۲۳ چندین پایگاه نظامی آمریکا را با موشک مورد هدف قرار داد.